# 州間高速道路81号線
州間高速道路81号線（しゅうかんこうそくどうろ81ごうせん、IH-81; Interstate Highway 81）は、テネシー州ダンドリッジ付近の州間高速道路40号線から、バージニア州、ウェストバージニア州、メリーランド州、ペンシルベニア州を経てニューヨーク州カナダ国境のウェレスレー・アイランドにあるサウザンド・アイランド・ブリッジまでを南北に結ぶ、アメリカの州間高速道路である。

## 全長
| マイル | km    | 通過する州         |  |
|        |       |                    |  |
| 75     | 121   | テネシー           |  |
| 323    | 520   | バージニア         |  |
| 23     | 37    | ウェストバージニア |  |
| 11     | 18    | メリーランド       |  |
| 234    | 377   | ペンシルベニア     |  |
| 183    | 294   | ニューヨーク       |  |
|        |       |                    |  |
| 846    | 1,361 | 合計               |  |

## 概要
多くの区間がアパラチア山脈に沿っている。また、ほとんどの区間が郊外を通っており、トラックによる輸送路として、また、東側で都市部を走る州間高速道路95号線のバイパスとして用いられている。
北端のサウザンド・アイランド・ブリッジ以北は、カナダのオンタリオ州に入り高速道路137号線となり、すぐに高速道路401号線に接続する。
この路線に付属する二級州間高速道路は、381号線（バージニア州ブリストル）、481号線（バージニア州ロアノーク）、581号線（ニューヨーク州シラキュース）である。

## 通過する主要都市
- ノックスビル (テネシー州) - 40号線経由
- ブラックスバーグ (バージニア州)
- ロアノーク (バージニア州)
- スタントン (バージニア州)
- ヘイガーズタウン (メリーランド州)
- ハリスバーグ (ペンシルベニア州)
- スクラントン (ペンシルベニア州)
- ビンガムトン (ニューヨーク州)
- シラキュース (ニューヨーク州)

## 接続する州間高速道路
- テネシー州

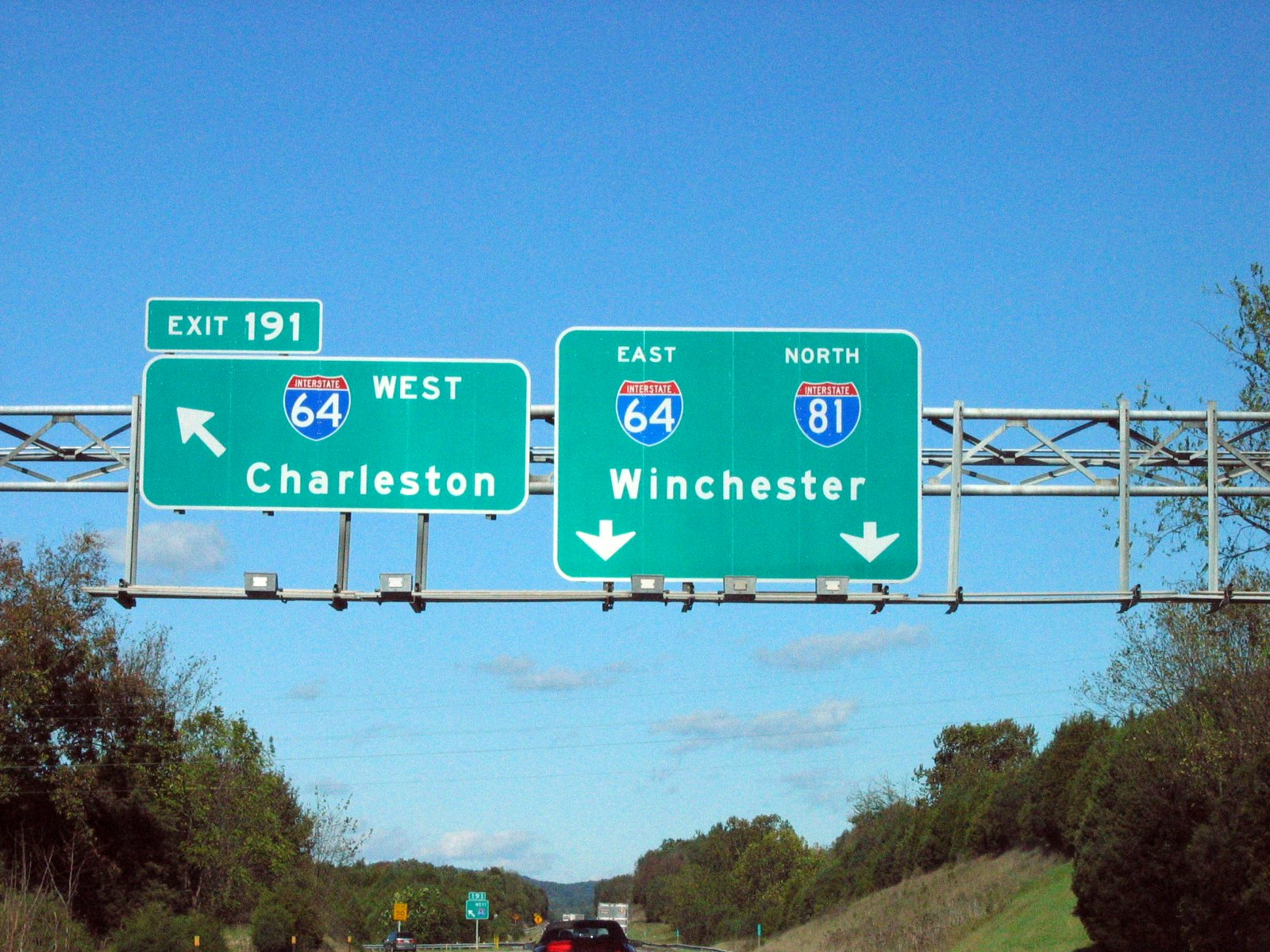
81号線と64号線の合流区間

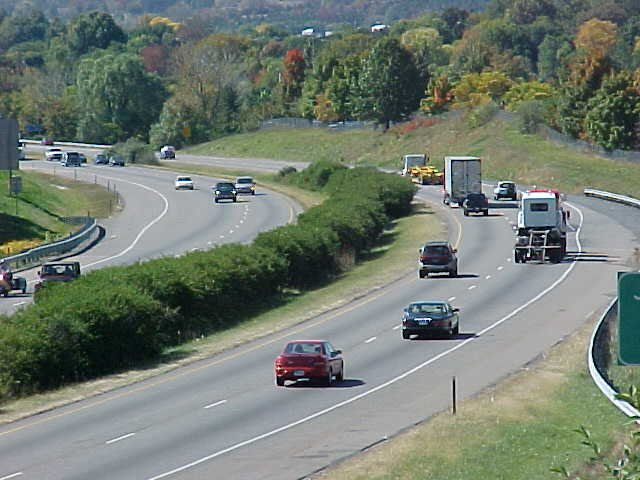
バージニア州ハリソンバーグ付近

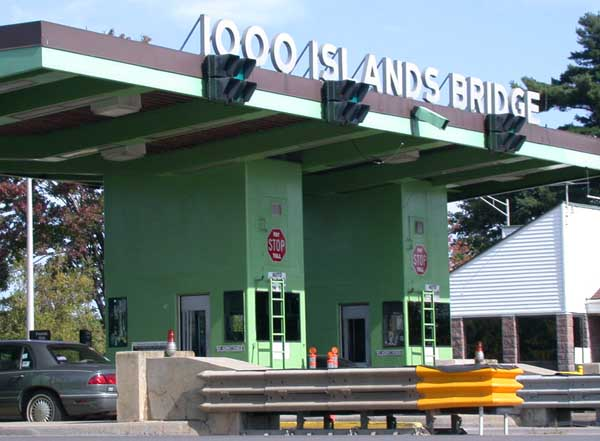
サウザンド・アイランド・ブリッジ

  - 州間高速道路40号線（ダンドリッジ付近）
  - 州間高速道路26号線（トライシティ）
- バージニア州
  - 州間高速道路77号線（ワイズビル、81号線と77号線はそれぞれの逆方向の路線が（81号線北行きと77号線南行き、81号線南行きと77号線北行き）が約10マイル（16 km）間合流する）
  - 州間高速道路64号線（レキシントン、81号線と64号線はスタントンまで合流する）
  - 州間高速道路66号線（ミドルタウン）
- メリーランド州
  - 州間高速道路70号線（ヘイガーズタウン）
- ペンシルベニア州
  - 州間高速道路76号線（ミドルセックス）
  - 州間高速道路83号線（ハリスバーグ）
  - 州間高速道路78号線（ボードナーズビル）
  - 州間高速道路80号線（セント・ジョンズ）
  - 州間高速道路476号線（デュポン）
  - 州間高速道路84号線・州間高速道路380号線（ダンモア、スループ・ダンモア・インターチェンジ）
  - 州間高速道路476号線（クラークス・サミット）
- ニューヨーク州
  - 州間高速道路88号線・州間高速道路86号線（予定）（ビンガムトン）
  - 州間高速道路690号線（シラキュース）
  - 州間高速道路90号線（ノース・シラキューズ）